# Импринт
Импринт (на английски: imprint) е наименование на издателство, което е указано върху книга. В случай на издателски конгломерат, с импринт се посочва търговската марка, принадлежаща на конгломерата. 
Импринт е и подразделение на издателство или търговска марка, също бранд, под който издателството издава някои от своите заглавия, или издания, които са предназначени за различни потребителски сегменти.
В някои случаи импринт възниква в резултат от процес на сливане или вливане на издателства.
Импринтът е със статут на издателска марка. Едно издателство може да използва няколко импринта.
Възможен е импринт на импринт. 